# Nhị Thành
Nhị Thành là một xã thuộc huyện Thủ Thừa, tỉnh Long An, Việt Nam.

## Địa lý
Xã Nhị Thành có vị trí địa lý:
- Phía đông giáp các huyện Bến Lức và Tân Trụ
- Phía tây giáp thị trấn Thủ Thừa
- Phía nam giáp xã Bình Thạnh và thành phố Tân An
- Phía bắc giáp xã Tân Thành.

Xã có diện tích 12,77 km², dân số năm 1999 là 12.183 người, mật độ dân số đạt 954 người/km².

## Lịch sử
Ngày 24 tháng 3 năm 1979, Hội đồng Chính phủ ban hành Quyết định 128-CP. Theo đó, tách các ấp Nhà Dài, Cầu Xây, Rạch Đào, Thủ Khoa Thừa thuộc xã Bình Phong Thạnh và ấp 11, ấp 3 Nhà Thương thuộc xã Nhị Thành để thành lập thị trấn Thủ Thừa.
Ngày 15 tháng 9 năm 1981, Hội đồng Bộ trưởng ban hành Quyết định 71-HĐBT. Theo đó, chia xã Nhị Thành thành hai xã Nhị Thành và Tân Thành.